# Бернгау
Бернгау (нем. Berngau) — община в Германии, в земле Бавария. 
Подчиняется административному округу Верхний Пфальц. Входит в состав района Ноймаркт-ин-дер-Оберпфальц. Подчиняется управлению Ноймаркт ин дер Оберпфальц.  Население составляет 2515 человек (на 31 декабря 2010 года). Занимает площадь 27,14 км².
Община подразделяется на 8 сельских округов.

## Население
По оценке на 31 декабря 2015 года население общины Бернгау составляет 2583 чел. 

| Дата      | 1840 | 1871 | 1900 | 1925 | 1939 | 1950 | 1961 | 1970 | 1987 | 2011 |
| --------- | ---- | ---- | ---- | ---- | ---- | ---- | ---- | ---- | ---- | ---- |
| Население | 1272 | 1264 | 1284 | 1325 | 1302 | 1447 | 1234 | 1424 | 1668 | 2472 |

| Год       | 1960 | 1970 | 1980 | 1990 | 2000 | 2009 | 2010 | 2011 | 2012 | 2013 | 2014 | 2015 |
| --------- | ---- | ---- | ---- | ---- | ---- | ---- | ---- | ---- | ---- | ---- | ---- | ---- |
| Население | 1159 | 1447 | 1540 | 1813 | 2225 | 2485 | 2515 | 2481 | 2508 | 2534 | 2544 | 2583 |